# Seznam ostrovů Lotyšska
Toto je seznam ostrovů Lotyšska.
- Ābeļu salas
- Apšu sala (Ežezerā)
- Apšu sala (jezero Rāzna)
- Buļļu sala
- Doles sala
- Kazas sēklis
- Ķīpsala
- Krūmiņsala
- Maják Kolka (umělý ostrov)
- Kundziņsala
- Lucavsala
- Mīlestības saliņa
- Moricsala
- Nāves sala
- Pils sala
- Rutku sala (Iļķēnsala)
- Sakas sala (Vidsala)
- Sniķera sala
- Sudrabsaliņa
- Zaķusala